# Remonterande
Remonterande är ett uttryck som används om trädgårdsväxter.
En perenn växt eller en buske som blommar om flera gånger per säsong är remonterande. Några växter som är remonterande är moderna buskrosor, Portlandrosor och Kinarosor.